# هايد آند سيك (فلم)
هايد آند سييك فيلم أمريكي من إنتاج عام 2005 وهو من بطولة روبرت دي نيرو والنجمة الصغيرة داكوتا فانينغ.الفيلم من إخراج جون بولسون.

## القصة
عقب انتحار زوجة ديفيد كالاواي، يصحب ديفيد ابنته إيميلي المضطربة عقليا والتي تبلغ من العمر 9 سنوات إلى منزلٍ جديد في ضواحي نيويورك ويبتعدان عن ذكرى الماضي الأليم.وبدلا من أن تشعر إيملي بالتحسن، تبدأ حالتها في التراجع، وتخبر والدها بأن لها صديقا جديدا -من وحي خيالها- يُدعى تشارلي.في البداية، يعتقد ديفيد أن وجود تشارلي ليس سوى وسيلة لأن تعبر إيميلي عن مشاعرها، ثم تبدأ سلسلة من الأحداث المثيرة للرعب في الوقوع، مثل ظهور تهديدات كتابية على جدران الحمام، وحدوث أمور غريبة أخرى بأنحاء المنزل.سرعان ما يلقي ديفيد باللوم على إيميلي في تلك الأحداث، ولكنها تخبره بأن تشارلي هو الفاعل الحقيقى، ويتعين على دايفيد والطبيب المختص لحالة إيميلي كشف حقيقة ما يحدث بأن ديفيد يملك شخصيتين وهو تشارلي الحقيقي.

## وصلات خارجية
- مقالات تستعمل روابط فنية بلا صلة مع ويكي بيانات